# Encruzilhada (Bahia)
Encruzilhada is een gemeente in de Braziliaanse deelstaat Bahia. De gemeente telt 20.720 inwoners (schatting 2009).

## Aangrenzende gemeenten
De gemeente grenst aan Cândido Sales, Macarani, Ribeirão do Largo, Vitória da Conquista, Águas Vermelhas (MG), Divisa Alegre (MG), Divisópolis (MG), Mata Verde (MG) en Pedra Azul (MG).